# تحصیل یزمان
تحصیل یزمان (به انگلیسی: Yazman Tehsil) یک یک تحصیل در پاکستان است که در پنجاب واقع شده‌ است.